# Tokyo Tennis Classic 1974
Il Tokyo Tennis Classic 1974 è stato un torneo di tennis sul cemento. È stata la 2ª edizione del Tokyo Tennis Classic, che fa parte del World Championship Tennis 1974. Il torneo si è giocato a Tokyo in Giappone, dall'8 al 14 aprile 1974.

## Campioni

### Singolare maschile
Rod Laver ha battuto in finale  Juan Gisbert con il punteggio di 5–7 6–2 6–0

### Doppio maschile
Raymond Moore /  Onny Parun hanno battuto in finale  Juan Gisbert /  Roger Taylor con il punteggio di 4–6, 6–2, 6–4